# Stadtbibliothek Châtillon-sur-Seine

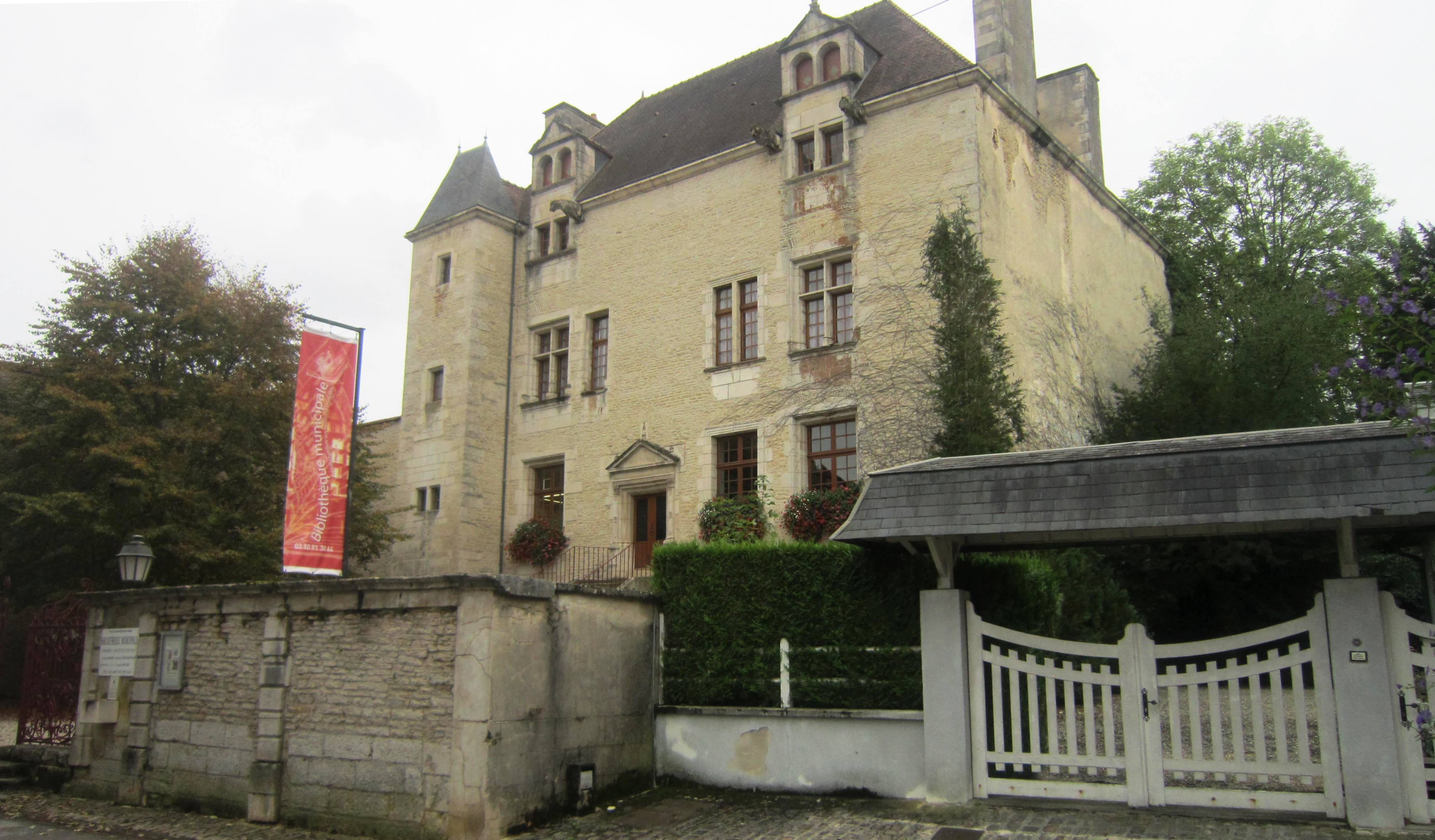
Eingang zur Stadtbibliothek

Die Stadtbibliothek Châtillon-sur-Seine ist ein denkmalgeschütztes Gebäude aus dem Anfang des 17. Jahrhunderts in der französischen Stadt Châtillon-sur-Seine. Sie ist seit 1993 im Denkmalverzeichnis als Monument historique eingetragen.

## Lage
Die Stadtbibliothek befindet sich in der Rue des Avocats im Stadtteil Bourg im Süden von Châtillon-sur-Seine, westlich des ehemaligen Karmelitinnenklosters.

## Geschichte

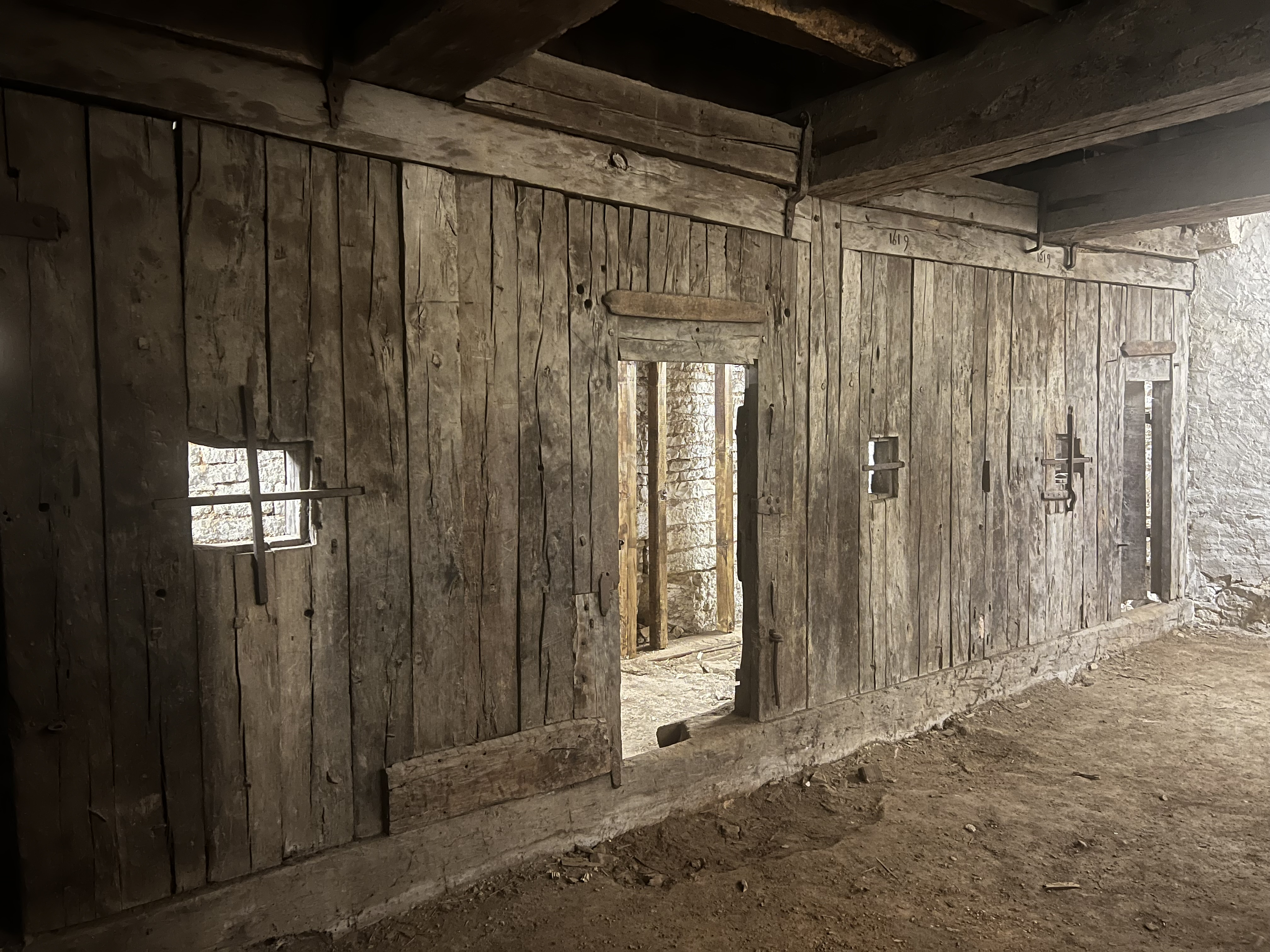
Kerker im Kellergeschoss aus dem Jahr 1619

Das auch als Königliches Auditorium (Auditoire Royal) bekannte Gebäude wurde im ersten Viertel des 17. Jahrhunderts erbaut, um die Bailliage de la Montagne und das Rathaus des Stadtteils Bourg zu beherbergen. 1607 wurden die auf dem Grundstück befindlichen Häuser erworben und am 10. Januar 1611 wurde in einem Erlass die Summe von 4000 Livres für den Bau des Auditoriums bewilligt. Auf den Balken der Kerker, die sich im Untergeschoss des Hauptgebäudes befinden, ist das Jahr 1619 eingraviert. Als nach vielen Schwierigkeiten eine gemeinsame Stadtverwaltung für die Bezirke Le Bourg und Chaumont geschaffen wurde (königlicher Erlass von Ludwig XIII. aus dem Jahr 1638) wurde das Königliche Auditorium von nun an Rathaussitz dieser beiden vereinten Stadtteile.
1654 wurde die Stadtkammer (chambre de ville) mitsamt Innenausstattung komplett neu gestaltet. Unter dem Ancien Régime war im Gebäude die städtische Polizei untergebracht und während der Französischen Revolution wurde das Auditorium Sitz des Bezirksgerichts.
Das 1805 dem französischen Staat überlassene Gebäude – im Austausch für das ehemalige Karmelitinnenkloster – wurde vollständig in ein Gefängnis umgewandelt, das bis 1926 bestand. Im Laufe des 19. Jahrhunderts wurde die Außentreppe umgebaut, die vom Vorderhof aus den Zugang zum Erdgeschoss ermöglichte. Die alte Treppe, welche auf einem Plan aus dem Jahr 1804 sichtbar ist, war doppelläufig mit zusammenlaufenden Aufgängen. Seit 1945 wird das Gebäude von der Stadtbibliothek genutzt. Das Eingangstor mit zwei schmiedeeisernen Flügeltüren aus dem 18. Jahrhundert stammt aus dem 1940 zerstörten Haus der Charité.

## Bestand
Im ersten Stock werden 20.000 historische Bände aufbewahrt. Den Kern dieser Sammlung bilden Werke aus der Konfiszierung von 1790, die sich im Besitz verschiedener Klöster der Stadt befanden sowie aus Bibliotheken der Benediktiner in Molesme und Pothières stammen.